# Powarpie
Powarpie (lit. Pavarpiai) – wieś na Litwie, w okręgu wileńskim, w rejonie wileńskim, w gminie Podbrzezie.

## Historia
W dwudziestoleciu międzywojennym leżało w Polsce, w województwie wileńskim, w powiecie wileńsko-trockim, w gminie Podbrzezie. W 1931 miejscowość liczyła:
- Powarpie I – 28 mieszkańców, zamieszkałych w 7 budynkach,
- Powarpie II – 37 mieszkańców, zamieszkałych w 5 budynkach[1].

Po II wojnie światowej w granicach Związku Sowieckiego. Od 1991 na niepodległej Litwie.

## Ludzie związani z miejscowością
- Witold Walentynowicz (ur. w 1932 w Powarpiu) – pracownik Stoczni Gdańskiej, działacz antykomunistyczny[2]